# Zębiełek wojowniczy
Zębiełek wojowniczy (Crocidura attila) – gatunek ssaka z rodziny ryjówkowatych (Soricidae). Występuje w Nigerii, Kamerunie do wschodniej części Demokratycznej Republiki Konga. Zamieszkuje przede wszystkim rejony górskie do wysokości 1900 m n.p.m., spotyka się je również na nizinach. Gatunek ten nie jest zagrożony wyginięciem.